# أماندا كروفورد
أماندا كروفورد (16 فبراير 1971 - ) (بالإنجليزية: Amanda Crawford)‏ هي لاعبة كرة قدم نيوزلندية في مركز الهجوم. شاركت مع منتخب نيوزيلندا الوطني لكرة القدم للنساء.

## وصلات خارجية
- أماندا كروفورد على موقع الاتحاد الدولي (مؤرشف)  (الإنجليزية)